# Prolepse
La prolepse, du grec (ἡ) πρόληψις (ê) prolêpsis (pour les philosophes : action de prendre d'avance, notion acquise par les sens ; chez les Épicuriens : notion antérieure à toute perception par les sens ou à toute éducation de l'esprit, idée innée), est un procédé littéraire possédant quatre acceptions :
1. en syntaxe, il s'agit d'une expression anticipée, dans le COD de la principale, du sujet de la subordonnée comme dans « Regarde cette auto, comme elle est belle ».
2. en rhétorique, la prolepse est une figure par laquelle on prévient une objection, en la refusant d'avance comme dans « Cela serait trop long à expliquer ».
3. en stylistique, c'est une attribution anticipée, au sujet ou à l'objet d'un verbe, d'une propriété qu'ils n'acquerront qu'une fois accomplie l'action exprimée par le verbe : « Résolu d'accomplir ce cruel sacrifice, / J'y voulus préparer la triste Bérénice » (Racine, Bérénice)
4. en narratologie, la prolepse — ou anticipation — est une figure de style par laquelle sont mentionnés des faits qui se produiront bien plus tard dans l'intrigue : « Cet hiver 1657 était notre première “mauvaise saison” et il ne fut pas des plus cléments. [...] Début avril, les jours commencèrent à rallonger sensiblement. » (M. Piquemal, Le Pionnier du Nouveau Monde) ; la célèbre première phrase de Cent ans de solitude, de Gabriel García Márquez, est à cet égard très éclairante : « Bien des années plus tard, face au peloton d’exécution, le colonel Aureliano Buendia devait se rappeler ce lointain après-midi au cours duquel son père l’emmena faire connaissance avec la glace. »

Pour Patrick Bacry « l'anacoluthe est si proche de la prolepse que la différence entre les deux figures est « fort
ténue ».

## Définitions

### En narratologie
Appelée également anticipation, la prolepse dite temporelle est une anticipation narrative qui vient rompre le parallélisme entre l'ordre du récit (ou diégèse) et celui des événements qui constituent l'histoire. Globalement la prolepse permet de transporter le lecteur dans un autre moment de l'histoire, en sautant une étape chronologique par une ellipse provisoire, parfois jusqu'à l'anachronisme lorsque la construction est mal conduite.
L'analepse appelée communément « flashback » est l'inverse de la prolepse, nommée flashforward dans le monde cinématographique. Par exemple au début de Boulevard du crépuscule de Billy Wilder, nous voyons par anticipation que le protagoniste Joe Gillis va finir à l'état de cadavre dans une piscine, avant de revenir au début du récit.
C'est aussi le cas au début du Tombeau des lucioles d'Isao Takahata : on y apprend que Seita va mourir, de même que sa petite sœur Setsuko, avant de revenir en arrière dans le temps pour raconter comment on en arrive à cette triste fin. Un autre exemple de film entièrement construit par des flashs-forward imbriqués est Memento, de Christopher Nolan. Le débat reste cependant ouvert, car dans une narration non-chronologique, une même scène peut être considérée comme un flashback ou comme un flash-forward, selon le point de vue adopté.
Selon Gérard Genette, la prolepse désigne :

« toute manœuvre narrative consistant à raconter ou évoquer d'avance un événement ultérieur (au point de l'histoire où l'on se trouve) »

 (Figures III)
On distingue par ailleurs les prolepses répétitives introduites par des expressions comme « nous verrons » ou encore « pour anticiper », qui marquent énonciativement la présence du narrateur ou de l'auteur (par épiphrase) et qui jouent un rôle d'annonce à destination du lecteur, prévenu de l'ellipse temporelle qui va survenir. Genette cite ainsi Marcel Proust dans La Recherche du temps perdu :

« On verra plus tard que, pour de tout autres raisons, le souvenir de cette impression devait jouer un rôle important dans ma vie. »

### En linguistique
La prolepse consiste à extraire un mot d'une proposition à l'intérieur de laquelle il devrait normalement se trouver, et à placer ce mot avant elle pour le mettre en relief comme dans le célèbre exemple de Blaise Pascal :

« Le nez de Cléopâtre, s'il eût été plus court, la face de la terre en eût été changée »

 (Pensées, 162)
Le sujet proleptique le nez de Cléopâtre est repris dans la proposition conditionnelle par le pronom il.
Très employée dans la langue courante, la prolepse permet de ne pas répéter le sujet, par ellipse : « Ce bouquin, je n' y comprends rien! ».
Le mot proleptique peut être jeté en avant de la phrase :

« Un corps qui s'écrase au sol, sa masse n'est pas la cause de ce qu'il reçoit en retour de sa force vive »

— Jacques Lacan, Séminaire XI
Le groupe de mots anticipés un corps qui s'écrase au sol représente ici le complément du nom masse qui permet de reproduire le sens canonique de la phrase. L'adjectif possessif sa assure la reprise de ce complément du nom proleptique.
Sur le plan syntaxique, « la prolepse est une illustration parfaite de l'idée que tout énoncé de la langue se décompose en thème et prédicat » (Patrick Bacry). Lorsque le thème est mis en relief notamment par prolepse on parle de thématisation. En effet la construction proleptique vise le thème de l'énoncé, qu'elle permet de mettre en avant. Notons que l'analepse réalise la même fonction mais en rejetant le thème après sa place attendue ; on parle alors de reprise comme dans « Elle m'en a filé, des conseils ! » (Louis Ferdinand Céline, Mort à crédit).
L'effet stylistique est davantage connoté, ce que permet le procédé de reprise, qui ajoute une information sur l'état d'esprit du locuteur, marqué notamment par le point exclamatif.

### En rhétorique
Appelée occupation ou prolepse argumentative par Robrieux, la prolepse désigne une figure de style rhétorique qui dépasse largement le cadre de la phrase et qui consiste à s'adresser à soi-même, au cours d'un raisonnement, une objection à laquelle on va s'empresser de répondre ; c'est donc une figure de l'organisation générale du discours que Reboul classe parmi les figures d’argument puisqu'elle devance l’argument (réel ou fictif) de l’adversaire pour le retourner contre lui.
Considérée comme une figure argumentative, elle consiste dans le discours à aller au-devant des objections de l'interlocuteur en énonçant en premier lieu la thèse qu'il pourrait soutenir, afin de mieux l'éliminer ou pour la réfuter avant même sa production par l'adversaire. La prolepse est souvent amenée par des expressions telles que : "on dira que…", "on objectera que…", "vous me direz que…" ou "…me direz-vous…". Comme pour son sens narratologique, on peut employer le terme d' anticipation.
Dupriez précise qu’il y a deux parties dans la prolepse : dans la première, on fait parler l’adversaire, en insérant par exemple une expression figée comme "direz-vous" dans l’énoncé de l’objection, c’est la prolepse proprement dite. Dans la seconde partie, on réfute, c’est l’upobole. 

Pougeoise, également, décompose la figure en deux parties :
- l’objection anticipée ou prolepse proprement dite d'une part introduite par une formule ci-dessus,
- la réfutation d'autre part à laquelle il donne le même nom que Dupriez : upobole.

## Figures proches
- Figure "mère": ellipse
- Figures "filles": aucune
- Paronymes: aucun
- Synonymes: ellipse, reprise, anticipation, flashforward
- Antonymes: analepse, flash back